# Catelicidina
La catelicidina è una proteina prodotta da granulociti neutrofili ed epiteli sulla base del segnale mediato citochine infiammatorie che ne stimolano la sintesi.
Deriva da un precursore di 18 kDa che viene clivato in due peptidi. Uno dei due suoi frammenti, denominato LL-37, è direttamente tossico per certi microrganismi perché lega e neutralizza il lipopolisaccaride, un componente della parete dei batteri Gram-negativi, agendo come antibiotico; talvolta ha un ruolo nell'attivazione dei leucociti.